# Gewinngemeinschaftsvertrag
Die Gewinngemeinschaft nach § 292 Abs. 1 Nr. 1 AktG ist ein Unternehmensvertrag, durch den sich eine Aktiengesellschaft oder Kommanditgesellschaft auf Aktien zur vollständigen oder teilweisen Zusammenlegung ihres Gewinns oder einzelner Betriebe anderer Unternehmen zur Aufteilung eines gemeinschaftlichen Gewinns zusammenzulegen verpflichtet. Eine Gewinngemeinschaft begründet immer eine Gesellschaft bürgerlichen Rechts. Das Fehlen der Synchronisation von Leitungsfunktionen bei der Gewinngemeinschaft schließt die Qualifizierung als Konzern aus. Dies gilt sowohl bei der Zusammenfassung des Gewinns als auch bei der Zusammenfassung eines Verlustes mittels eines Gewinngemeinschaftsvertrages.